# Елена Ширман
Елена Михайловна Ширман е руска съветска поетеса и журналистка.

## Биография и творчество
Елена Ширман е родена на 21 януари 1908 г. в Ростов на Дон, Руска империя. Баща ѝ Михаил Ширман (1879 – 1942) е щурман в търговския флот. Майка ѝ Любов Фрумсън (1890 – 1942) е учителка, впоследствие завършва Археологическия институт и работи като библиотекарка в музей. Тя е била член-основател и член на управителния съвет на Севернокавказкото регионално дружество по археология, история и етнография в Ростов на Дон.
От детството Елена Ширман обича да пише поезия и публикува в местни издания. По-късно стиховете ѝ започват да се публикуват в московските списания „Октябрь“ и „Смена“. Завършва литературния отдел на Ростовския педагогически институт през 1933 г. След дипломирането си работи в библиотеката, както и на помощни длъжности в предприятието „Селмаш“, тогава най-големият производител на машини за прибиране на пшеница в Съветския съюз. Там събира фолклор и продължава литературната си дейност. В периода 1937 – 1941 г. следва в Литературния институт „Максим Горки“ към семинара на поета Иля Селвински. В същото време тя си сътрудничи с редица публикации в Ростов, ръководи детска литературна група и е литературен консултант на вестник „Пионерская правда“.
С началото на Великата отечествена война е мобилизирана и оглавява публикувания в Ростов на Дон пропаганден армейски вестник „Пряк огън“, който публикува нейни сатирични стихове. Тя също пише текстове за плакати и пропагандни брошури. Стихосбирката ѝ, „Към боеца от Н-ската част“ (Бойцу Н-ской части), е публикувана през 1942 г.
През юли 1942 г., докато пътува през фронтовата зона като член на редакционната група на регионалния съветски вестник „Молот“ (Чук), е заловена от нацистите на железопътна гара Ремонтная, а съветският ѝ паспорт показва, че е еврейка. По-късно през август 1942 г. Елена Ширман е разстреляна заедно с родителите си при унищожаването на еврейското население на Ростов на Дон.
През 1969 г. в Москва е издадена стихосбирката с нейни стихове „Живей!“ (Жить!), а творчеството ѝ е включено в няколко рускоезични антологии.